# Diogo Fernandes Álvares Fortuna
Diogo Fernandes Álvares Fortuna (Rio de Janeiro, 27 de setembro de 1849 — 21 de junho de 1913) foi um médico, militar e político brasileiro.
Médico do Corpo de Saúde do Exército, foi professor da Faculdade de Medicina de Porto Alegre, era general de brigada.
Foi eleito  deputado estadual, à 22ª Legislatura da Assembleia Legislativa do Rio Grande do Sul, de 1893 a 1897. Foi deputado federal entre 1897 e 1912, e senador eleito em 1912, pelo Rio Grande do Sul.